# 中国皇帝火山
“中国皇帝”是印度尼西亚班达海西部海域中的一座海底火山。这座火山拥有盾状的外形，从海底到其顶部有1,500米左右（约5,000英尺）。

## 概况
“中国皇帝”火山属于尼沃凯尔克（Nieuwerkerk）火山链的一部分，而该火山链按科学的命名法应该叫尼沃凯尔克–中国皇帝海岭（简称），其深度大约在海平面以下3,100–2,700米（10,170–8,858英尺）。
尼沃凯尔克–中国皇帝海岭位于南班达海的两个海盆之一的达马尔海盆。班达海被东巽他和班达两个火山弧所包围，它位于亚欧、太平洋和印度-澳洲三大板块交界处，而这三大板块自中生代起就开始活跃地碰撞并靠拢。而上新世第四纪以来的1–2千米厚的沉淀使得海底变得相对的平坦了。
“中国皇帝”和尼沃凯尔克都位于海岭的末端，它们都是活火山。基于地质学和地球化学的研究，“中国皇帝”、尼沃凯尔克、在班达海中的另一个名叫鲁西帕拉（Lucipara）的海岭以及韦塔岛（Wetar）弧在7万年前左右是一个单独的火山弧。而火山活动与印度洋岩石圈所在的澳大利亚板块的下沉有关。在1979年的一次测量中，根据结构和年龄，“中国皇帝”和纽维尔柯克火山都被定义为休眠火山，因为根据定义的标准，它们的火山活动估计在7万年以前就已经停止了。海岭的岩浆活动在3万年前就结束了，据信是帝汶岛和巽他岛弧的韦塔段碰撞的结果。